# ۱۵ لت قزاقستان
۱۵ لت قزاقستان (به قزاقی: 15 let Kasakhstan) یک منطقهٔ مسکونی در قزاقستان است که در شهرستان قابیت موسیرپف واقع شده‌است. ۱۵ لت قزاقستان ۲۴۳ نفر جمعیت دارد.